# Moby Legacy
Die Moby Legacy ist Fährschiff der italienischen Reederei Moby Lines, das unter maltesischer Flagge fährt.

## Geschichte
Die Fähre wurde von Moby Lines 2019 bei Guangzhou Shipyard zusammen mit ihrem Schwesterschiff Moby Fantasy in Auftrag gegeben. Am 19. Dezember übernahm Moby Lines das Schiff und es begann seine Reise von Hongkong nach Livorno.
Das Schiff, das zu den größten Fährschiffen der Welt zählt, ist zusammen mit seinem Schwesterschiff der erste Neubau der italienischen Reederei seit der Moby Aki 2005 und das zweite Schiff der Reederei, das mit der LNG-Technologie fährt.
Moby Lines wird das Schiff auf der Route zwischen Livorno und Olbia einsetzen.

## Das Schiff
Das RoPax-Schiff hat 550 Kabinen, in denen bis zu 2500 Passagiere untergebracht werden können. An Bord des Schiffes gibt es außerdem zahlreiche Restaurants und Bars.